# Jedinaja Rossija (pociąg pancerny)

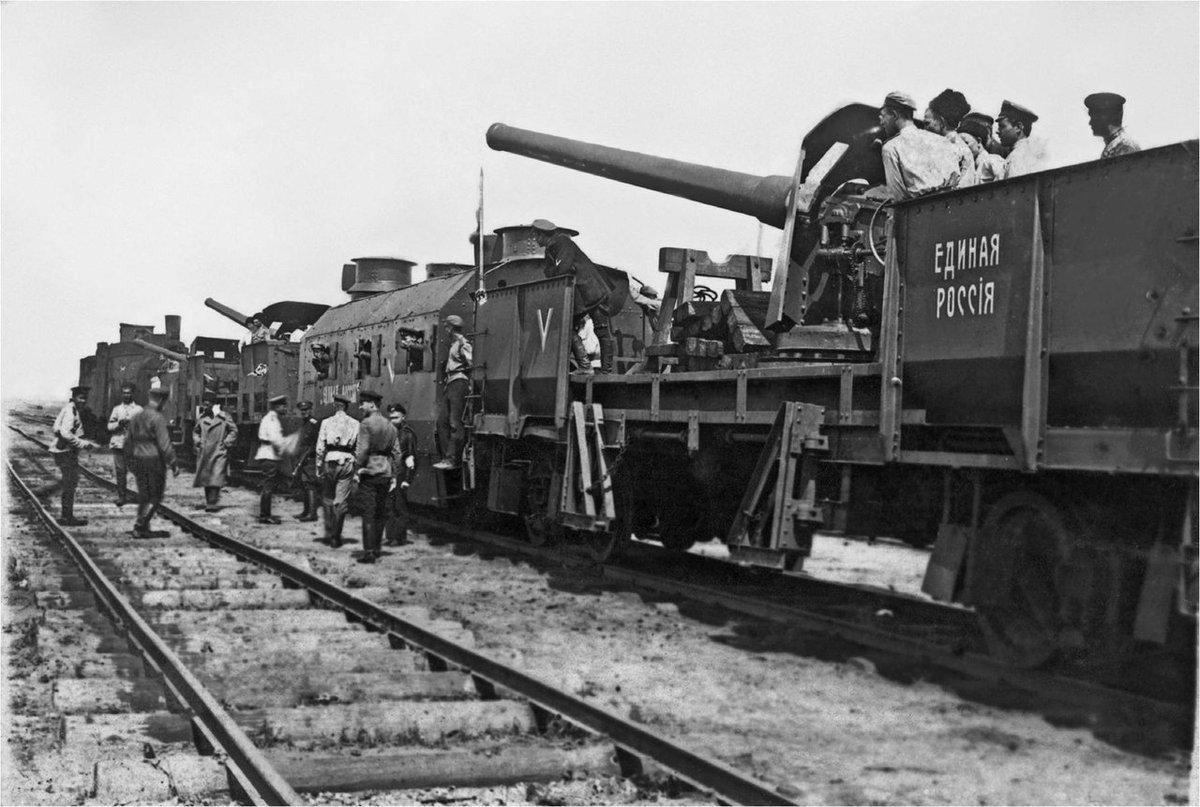
Pociąg pancerny „Jedna Rosja”, 1919

„Jedinaja Rossija” (ros. Бронепоезд „Единая Россия”) – ciężki pociąg pancerny białych, uczestniczący w walkach podczas wojny domowej w Rosji.

## Historia
Był jednym z pierwszych pociągów pancernych Armii Ochotniczej. Powstał 1 lipca 1918 r. w stanicy Tichorieckaja, jednym z największych węzłów kolejowych na północnym Kaukazie, ze zdobytych opancerzonych wagonów kolejowych.
Początkowo występował jako „Bateria dalekiej walki”, od 7 września tego roku jako „5 Pociąg Opancerzony”, zaś 16 listopada otrzymał nazwę „Jedinaja Rossija”.
Był uzbrojony w 2 działa 105 mm, 1 działo 120 mm i 1 działko 47 mm oraz 3 karabiny maszynowe.
Jeszcze w lipcu 1918 r. atakował ze stanicy Tichorieckaja w kierunku stacji Sosyka i Kuszczewka. W czasie walki w rejonie stacji Kislakowka zniszczył ogniem artyleryjskim bolszewicki pociąg pancerny. Następnie, po zdobyciu stanicy Kawkazskaja, przejechał pod Stawropol, gdzie wraz z Lekkim Pociągiem Pancernym Nr.2 wspierał atak oddziałów Armii Ochotniczej na Armawir. Pod koniec sierpnia 1918 r. w rejonie stacji Dzierżawnaja zginął mechanik pociągu, zaś dowódca i 2 oficerów zostali ranni.
Po zdobyciu Armawiru 13 września, powrócił na linię kolejową Armawir-stanica Kawkazskaja. Uczestniczył w ponownym zdobywaniu Armawira, po czym wspierał natarcie wojsk gen. Piotra N. Wrangla na Stawropol. Od końca października działał na linii kolejowej Armawir-stanica Niewinnomysskaja.
Na początku 1919 r. operował nad Donem w składzie 1 Dywizjonu Pociągów Pancernych. 28 lutego tego roku pod stacją Baronskaja uratował od zniszczenia 1 Batalion 1 Pułku Markowskiego, odpierając atak bolszewickiej piechoty wspieranej przez 2 pociągi pancerne. Od początku lipca brał udział w bardzo ciężkich walkach pod Carycynem. Potem został przeniesiony na kierunek moskiewski.
W nocy z 19 na 20 września 1919 r. wraz z lekkim pociągiem pancernym „Oficer” zdobył dworzec w Kursku, w wyniku czego miasto zostało zajęte przez oddziały gen. Antona I. Denikina. Następnie został przeniesiony na tyły, do walki z oddziałami powstańczymi Nestora I. Machno. Podczas walki w rejonie stacji Sofijewka został uszkodzony przez pociąg pancerny „machnowców”.
12 listopada przewieziono go na Donbas na stację Jenakijewe, zaś 10 grudnia do Noworosyjska, w celu przeprowadzenia remontu. W związku z ewakuacją miasta, został opuszczony 13 marca 1920 r., po czym przejęły go wojska bolszewickie, ale już nie użyły. W marcu tego roku odtworzono go na Krymie, prawdopodobnie z tą samą załogą. Być może na Krym przewieziono działa poprzedniego pociągu pancernego. Nowy otrzymał działa 152 mm 3 Baterii 1 Dywizjonu Ciężkiej Artylerii Morskiej. Od 16 kwietnia wchodził w skład 1 Dywizjonu Pociągów Pancernych. Załoga zniszczyła go 1 listopada przy ewakuacji Sewastopola.

## Dowódcy
- płk Skopin (do 7 kwietnia 1919 r.)
- płk W. W. Kapinski (do 3 listopada 1919 r.)
- płk W. I. Okuszko (do 14 kwietnia 1920 r.)
- kpt. Smirnow (do 7 czerwca 1920 r.)
- płk W. I. Okuszko (do 24 sierpnia 1920 r.)
- płk A. A. Zieleniecki (do października 1920 r.)
- płk W. I. Okuszko (do 1 listopada 1920 r.)